# Людмила Андоне
Людмила Андоне (рум. Ludmila Andone; нар. 29 січня 1989) — молдовська футболістка, півзахисниця. Гравчиня збірної Молдови.

## Життєпис
Вихованка молдовського футболу. На початку кар'єри виступала за клуби місцевого чемпіонату, зокрема в сезоні 2006/07 брала участь у матчах жіночої Ліги УЄФА в складі команди «Нарта» (Дресличень).
У 2008 році перейшла в російський клуб «Рязань-ВДВ», де провела два сезони, але здебільшого залишалася гравцем заміни. Дебютний матч у вищій лізі Росії зіграла 7 травня 2008 року проти «Росіянки», замінивши на 56-ій хвилині Олену Горбачову, а першим голом відзначилася 21 серпня 2008 року в ворота ростовського СКА. У 2010 році перейшла в клуб «Кубаночка» (Краснодар), де в перших двох сезонах була гравцем стартового складу, але до кінця 2012 року втратила місце в основі. Навесні 2013 року грала за «Дончанку» (Азов). Всього в чемпіонатах Росії зіграла понад 70 матчів, відзначилася щонайменше двома голами.
В середині 2010-их років повернулася в Молдову. У складі клубу «Норока» (Німорень) стала чемпіонкою країни та фіналісткою Кубку Молдови 2014/15. Потім виступала за «АРФ Криулень», в складі якого виступала єврокубках. З 2018 року грає за «Аненій Ной», чемпіонка та володарка Кубку Молдови 2018/19.
Виступала за молодіжну збірну країни. У національній збірній Молдови зіграла понад 20 матчів лише у відбіркових турнірах чемпіонатів світу та Європи.